# Bellini (cocktail)
Il Bellini è un cocktail ufficiale IBA appartenente alla categoria degli sparkling, che significa "frizzante", a base di vino bianco frizzante, usualmente del prosecco o dello spumante brut, e polpa fresca schiacciata di pesca bianca (varieta’ Springtime o Paola). È internazionalmente uno dei più noti cocktail italiani inventato da Cipriani a Venezia durante una mostra del famoso pittore Giovanni Bellini. Da lui deriva il nome dello sparkling cocktail e non, contrariamente a quanto a volte si pensa, dal compositore Vincenzo Bellini.

## Storia
Il Bellini è stato inventato nel 1948 da Giuseppe Cipriani, capo barista dell'Harry's Bar di Venezia che intitolò il cocktail al pittore veneziano per via del suo colore rosato che ricordò a Cipriani il colore della toga di un angelo in un dipinto di Giovanni Bellini. Il drink divenne una specialità stagionale dell'Harry's Bar di Venezia, uno dei locali preferiti da Ernest Hemingway, Gianni Agnelli, Sinclair Lewis e Orson Welles. In seguito divenne molto popolare anche nella sede dell'Harry's Bar di New York. Dopo che un imprenditore francese instaurò una rotta commerciale per trasportare polpa di pesche bianche fra le due località, il cocktail divenne un classico, oggi diffuso nei bar di tutto il mondo. La prima ricetta del Bellini prevedeva prosecco di Valdobbiadene e polpa di pesca bianca.
Il successo del Bellini indusse Cipriani a ulteriori accostamenti tra pittura italiana ed enogastronomia con l'invenzione, nel 1950, del Carpaccio, pietanza consistente in fettine sottilissime di controfiletto di manzo crudo disposte su un piatto e decorate alla Kandinsky con una salsa che viene chiamata universale, così chiamato poiché a Cipriani il colore della carne cruda ricordava i colori intensi dei quadri del pittore Vittore Carpaccio, delle cui opere si teneva in quel periodo una mostra nel Palazzo Ducale di Venezia.

## Preparazione

### Ingredienti
- 10 cl di prosecco
- 5 cl di polpa di pesca

### Procedimento
La ricetta originale vuole l'utilizzo di polpa e succo di pesca bianca veronese, schiacciata e non frullata, mescolata lentamente al prosecco per non provocarne una perdita eccessiva di gas, il tutto servito in una flûte.

### Varianti
In alternativa al prosecco può essere utilizzato lo Champagne e in questo caso il cocktail viene chiamato Bellini Royal, alcuni però sostengono che lo champagne non sia il massimo accoppiato al gusto delicato delle pesche bianche del Bellini. 
Per realizzare cocktail simili in versione non alcolica si usano succhi frizzanti o soda al posto del vino. Altre varianti alcoliche sono il Mimosa con spremuta d'arancia fresca, il Tintoretto, tipico delle zone limitrofe di Venezia, con il succo di melagrana, o il Rossini con purea di fragola.

## Cultura di massa
Il Bellini è uno dei cocktail ufficiali dell'Associazione Internazionale Bartender. Ciò indica la sua popolarità ed il fatto che sia noto a molti baristi.
(Jack Robertiello, ex direttore della rivista Cheers)